# Università Alexandru Ioan Cuza
L'Università "Alexandru Ioan Cuza", o anche Università di Iași (in rumeno Universitatea din Iași), è un ateneo statale che ha sede della città di Iași, in Romania.

## Storia

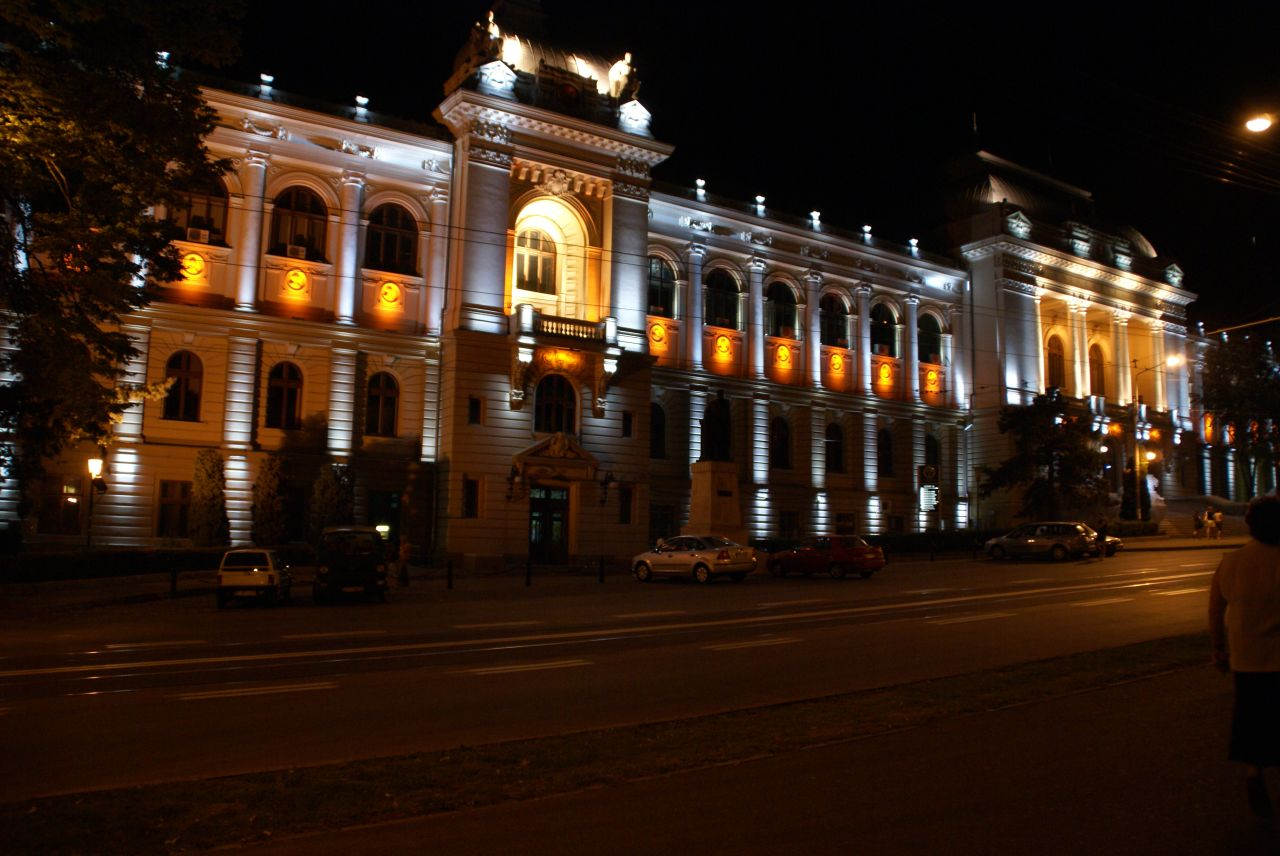
Iași, Università Alexandru Ioan Cuza

L'ateneo è stato fondato il 26 ottobre 1860 ed è la continuazione simbolica della vecchia Academii domnești (Accademia signorile") fondata a Iași da Vasile Lupu nel 1642. In effetti, discende direttamente dall'Academia Mihăileană (Accademia Micheliana) creata nel 1834 da Mihail Sturza. Il suo nuovo ordinamento è stato voluto dal principe Alexandru Ioan Cuza all'indomani della formazione dei Principati danubiani (nome convenzionale che indicava l'iniziale unione dei principati di Moldavia e Valacchia).

## Struttura
L'edificio che ospita l'università è stato costruito tra il 1893 e il 1897 su progetto dell'architetto Louis Blanc ed è un connubio di stile classico e barocco.
L'ateneo è organizzato nelle seguenti quindici facoltà:
- Biologia
- Chimica
- Giurisprudenza
- Economia e amministrazione aziendale
- Scienze motorie e sport
- Filosofia e scienze politiche e sociali
- Fisica
- Geografia e geologia
- Informatica
- Storia
- Lettere
- Matematica
- Psicologia e scienze dell'educazione
- Teologia ortodossa
- Teologia romano-cattolica

A servizio dell'università opera la biblioteca centrale universitaria "Mihai Eminescu".